# 崙內里
崙內里，是位於台灣雲林縣土庫鎮西部的一個里。北接馬光地區西平里及南平里，東鄰大荖里，南接埤腳里，西與褒忠鄉中民村、元長鄉後湖村為鄰。

## 歷史
里名的由來是早期庄內有許多沙崙（沙丘），村庄建在沙崙間的低地，因而稱為「崙內」，舊地名為菅蓁十八庄，因早期庄內沙崙遍佈長滿芒草（菅蓁），聚落達十八處而得名。

## 聚落
- 崙內（Lūn-lāi）
- 菓圍（Ké-ûi）
- 頂寮（Téng-liâu）